# علی‌اصغر حسینی محراب
علی‌اصغر حسینی محراب (۱۵ مرداد ۱۳۴۰ – ۳۰ دی ۱۳۶۵) نظامی ایرانی بود، که در خلال جنگ ایران و عراق از اعضای سپاه پاسداران بود و فرماندهی تیپ ۸۸ انصارالرضا را برعهده داشت. 
وی فرماندهان ارشد لشکر ویژه شهدا سپاه پاسداران بود. محراب در سال ۱۳۶۵ در سمت فرماندهی تیپ ۸۸ انصارالرضا هنگام اجرای عملیات در منطقه پل شهرک الدوعیجی توسط اصابت موشک، کشته شد. علی اکبر حسینی محراب برادر وی می‌باشد.